# Rodrigo Caixas
Ribeiro Caixas est un nom portugais ; le premier nom de famille (d'usage facultatif) est Ribeiro et le second est Caixas.
Rodrigo Ribeiro Caixas, né le 6 novembre 2000 à Seixal, est un coureur cycliste portugais.

## Biographie
En 2016, Rodrigo Caixas se distingue en remportant la première étape du Tour du Portugal cadets (moins de 17 ans), au terme d'une courte montée. Il termine également cette course à la quatrième du classement général. Deux ans plus tard, il devient double champion du Portugal juniors sur piste, dans l'omnium et dans la poursuite par équipes.
Il décide de rejoindre l'équipe continentale portugaise LA Alumínios en 2019, pour ses débuts espoirs (moins de 23 ans). En 2020, il termine troisième du scratch aux championnats du Portugal sur piste.

## Palmarès sur piste

### Championnats d'Europe
| Édition / Épreuve        | Scratch | Kilomètre | Poursuite individuelle |
| Apeldoorn 2021 (espoirs) | Or      |           |                        |
| Granges 2023             |         | 17e       | 15e                    |

### Championnats nationaux
- 2017
  - 2e du championnat du Portugal du kilomètre juniors
- 2018
  -  Champion du Portugal de l'omnium juniors
  -  Champion du Portugal de poursuite par équipes juniors[n 1]
- 2020
  - 3e du championnat du Portugal de scratch
- 2021
  - 3e du championnat du Portugal de l'américaine
- 2022
  - 2e du championnat du Portugal de l'américaine
  - 3e du championnat du Portugal de l'omnium
  - 3e du championnat du Portugal de course aux points
  - 3e du championnat du Portugal de scratch
- 2024
  - 2e du championnat du Portugal de l'américaine

## Palmarès sur route
- 2016
  - 1re étape du Tour du Portugal cadets
- 2021
  - 3e étape du Tour du Portugal de l'Avenir